# Мандит
Манди́т (фр. Menditte) — коммуна во Франции, находится в регионе Аквитания. Департамент — Атлантические Пиренеи. Входит в состав кантона Монтань-Баск. Округ коммуны — Олорон-Сент-Мари.
Код INSEE коммуны — 64378.

## География

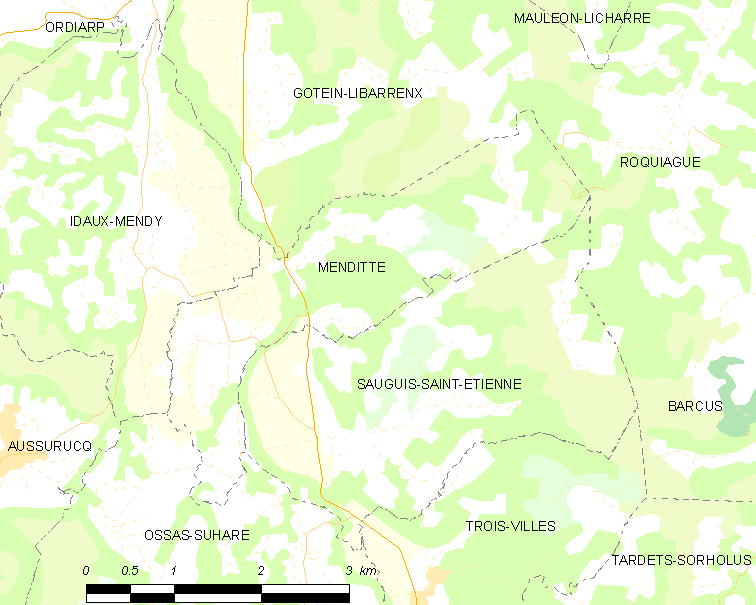
Карта коммуны

Коммуна расположена приблизительно в 680 км к югу от Парижа, в 190 км южнее Бордо, в 50 км к западу от По.
По территории коммуны протекает река Сезон.

### Климат
Климат тёплый океанический. Зима мягкая, средняя температура января — от +5°С до +13°С, температуры ниже −10 °C бывают редко. Снег выпадает около 15 дней в году с ноября по апрель. Максимальная температура летом порядка 20-30 °C, выше 35 °C бывает очень редко. Количество осадков высокое, порядка 1100 мм в год. Характерна безветренная погода, сильные ветры очень редки.

## Население
Население коммуны на 2010 год составляло 199 человек.
| 1962 | 1968 | 1975 | 1982 | 1990 | 1999 | 2010 |
| ---- | ---- | ---- | ---- | ---- | ---- | ---- |
| 262  | 253  | 224  | 203  | 214  | 188  | 199  |

## Администрация
| Период | Период | Фамилия          | Партия | Примечания |
| ------ | ------ | ---------------- | ------ | ---------- |
| ?      | 1983   | Пьер Паталагоити |        |            |
| 1983   | 2001   | Пьеррет Меркапид |        |            |
| 2001   | 2020   | Жан-Пьер Этшар   |        |            |

## Экономика
В 2010 году среди 125 человек трудоспособного возраста (15-64 лет) 97 были экономически активными, 28 — неактивными (показатель активности — 77,6 %, в 1999 году было 69,2 %). Из 97 активных жителей работали 92 человека (53 мужчины и 39 женщин), безработных было 5 (3 мужчин и 2 женщины). Среди 28 неактивных 6 человек были учениками или студентами, 13 — пенсионерами, 9 были неактивными по другим причинам.

## Достопримечательности
- Церковь Успения Пресвятой Богородицы (XVII век)
- Часовня Св. Варвары

## Фотогалерея

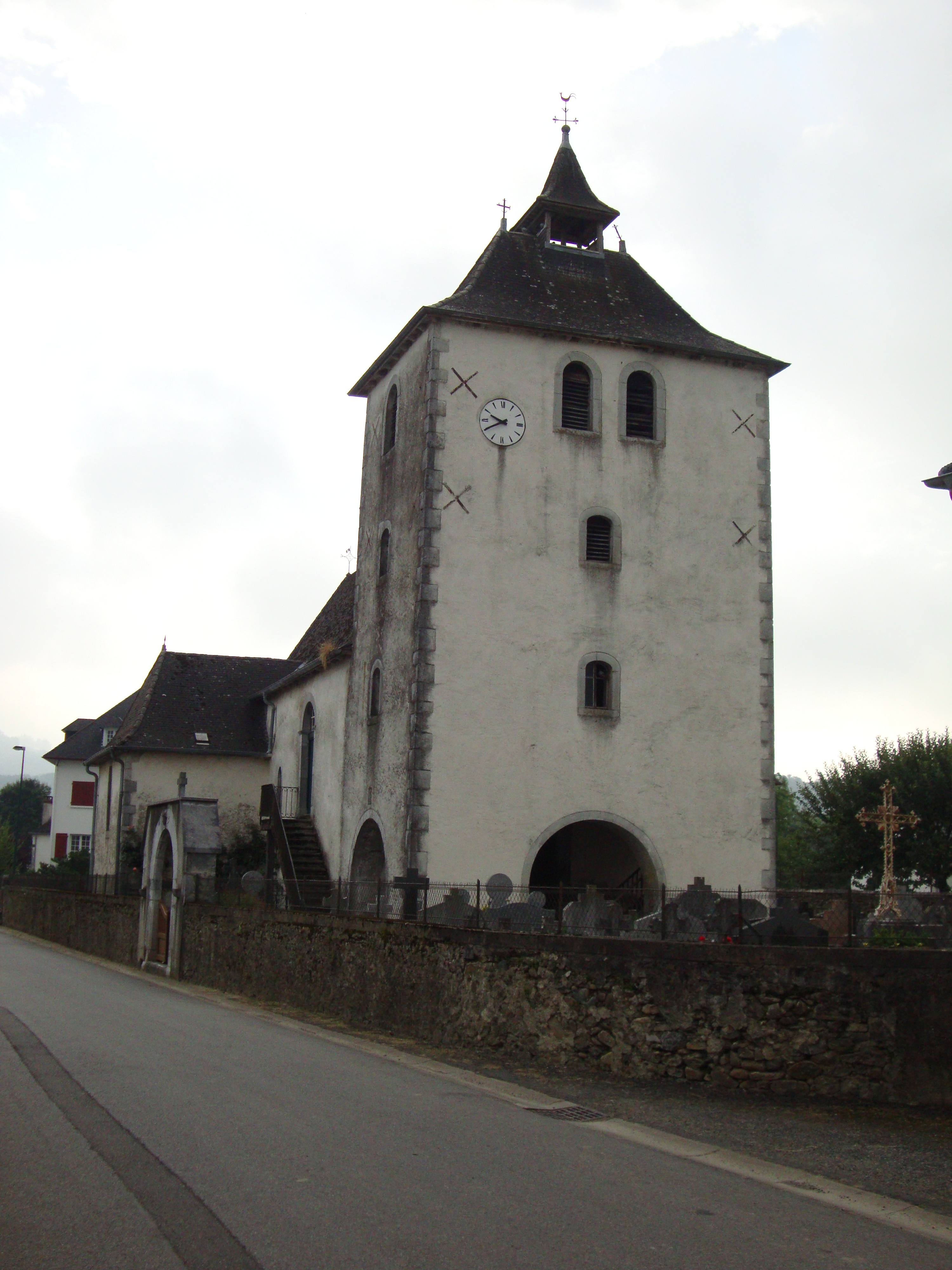
Церковь Успения Пресвятой Богородицы
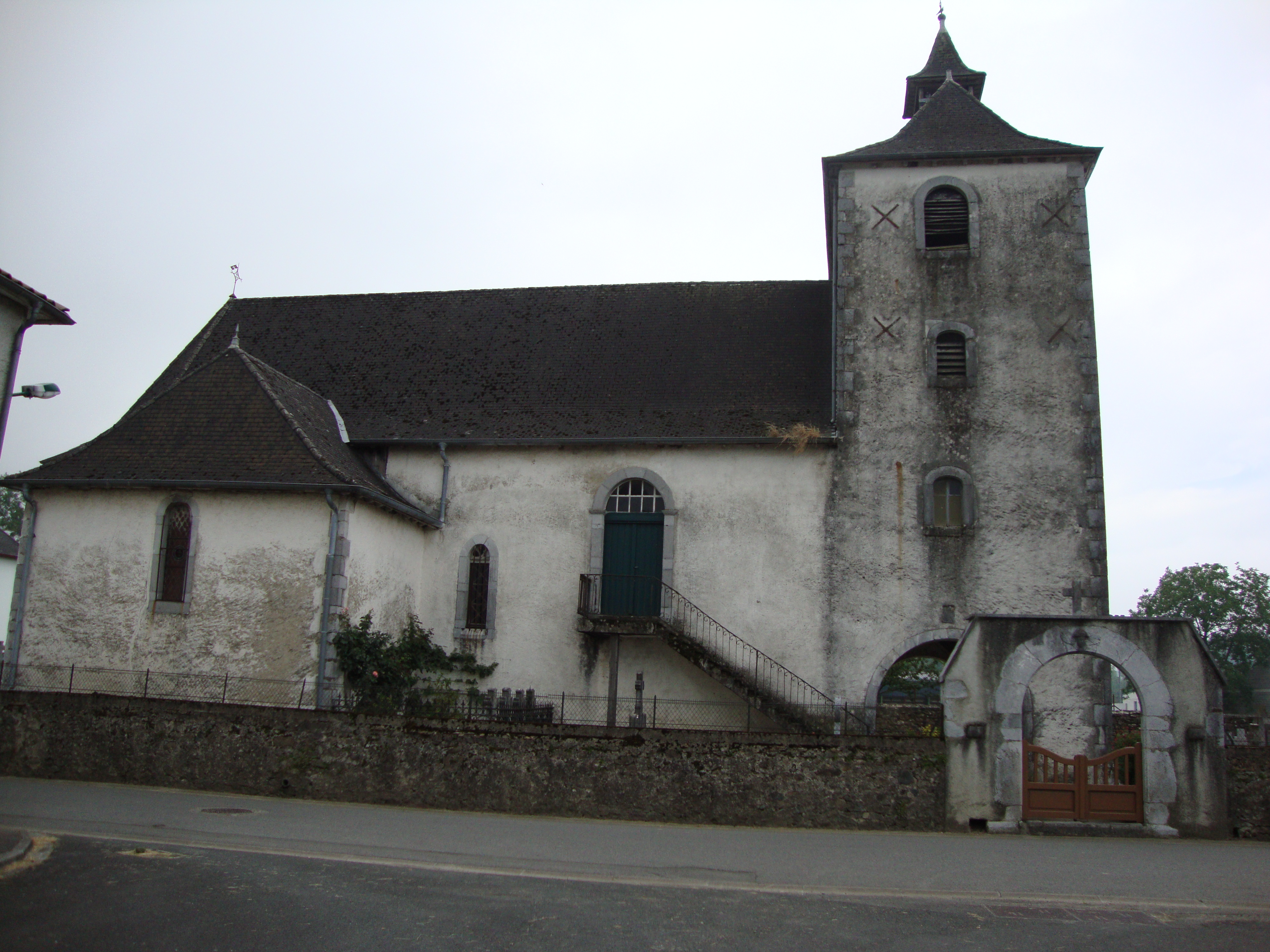
Церковь Успения Пресвятой Богородицы
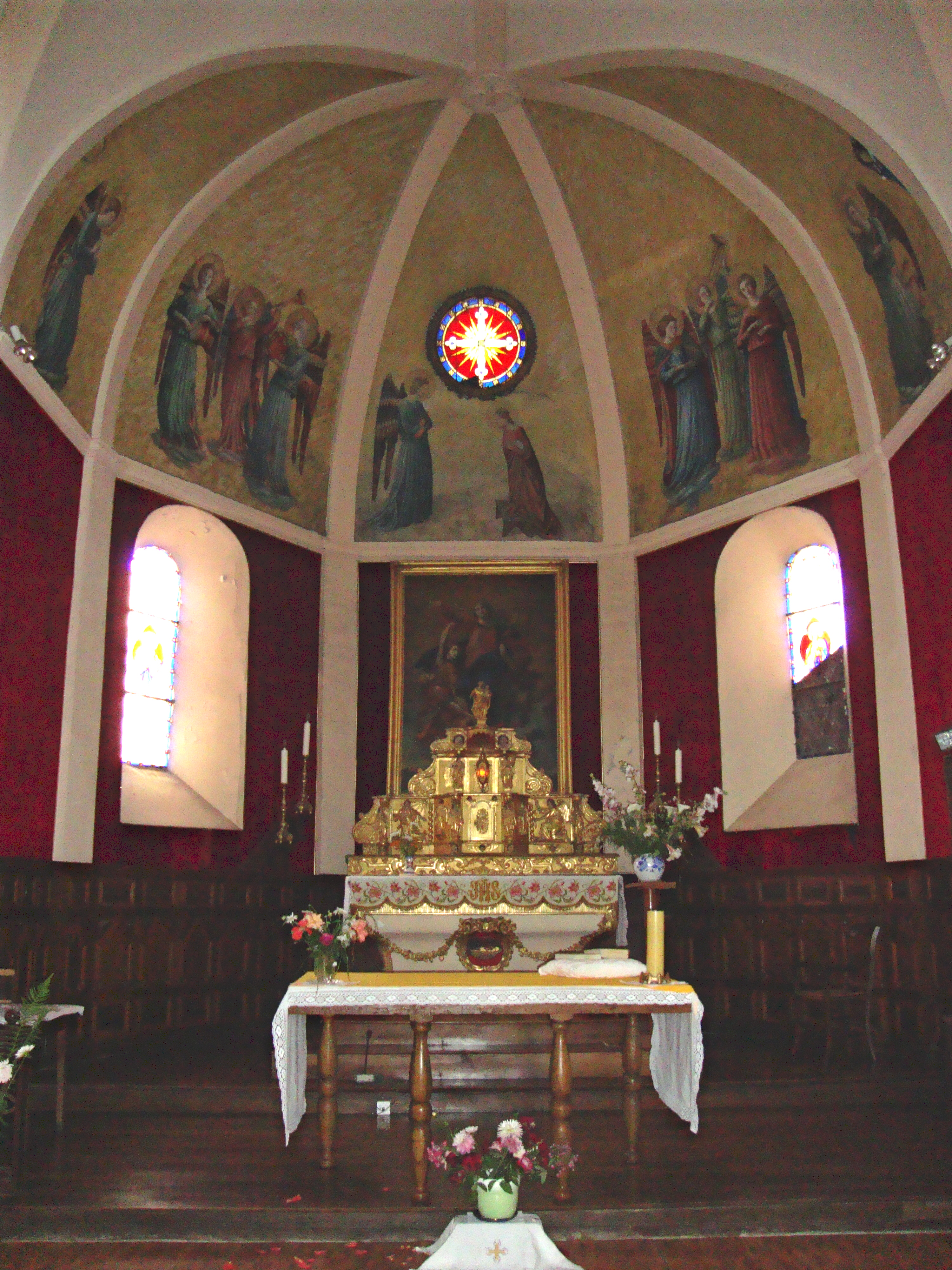
Интерьер церкви Успения Пресвятой Богородицы
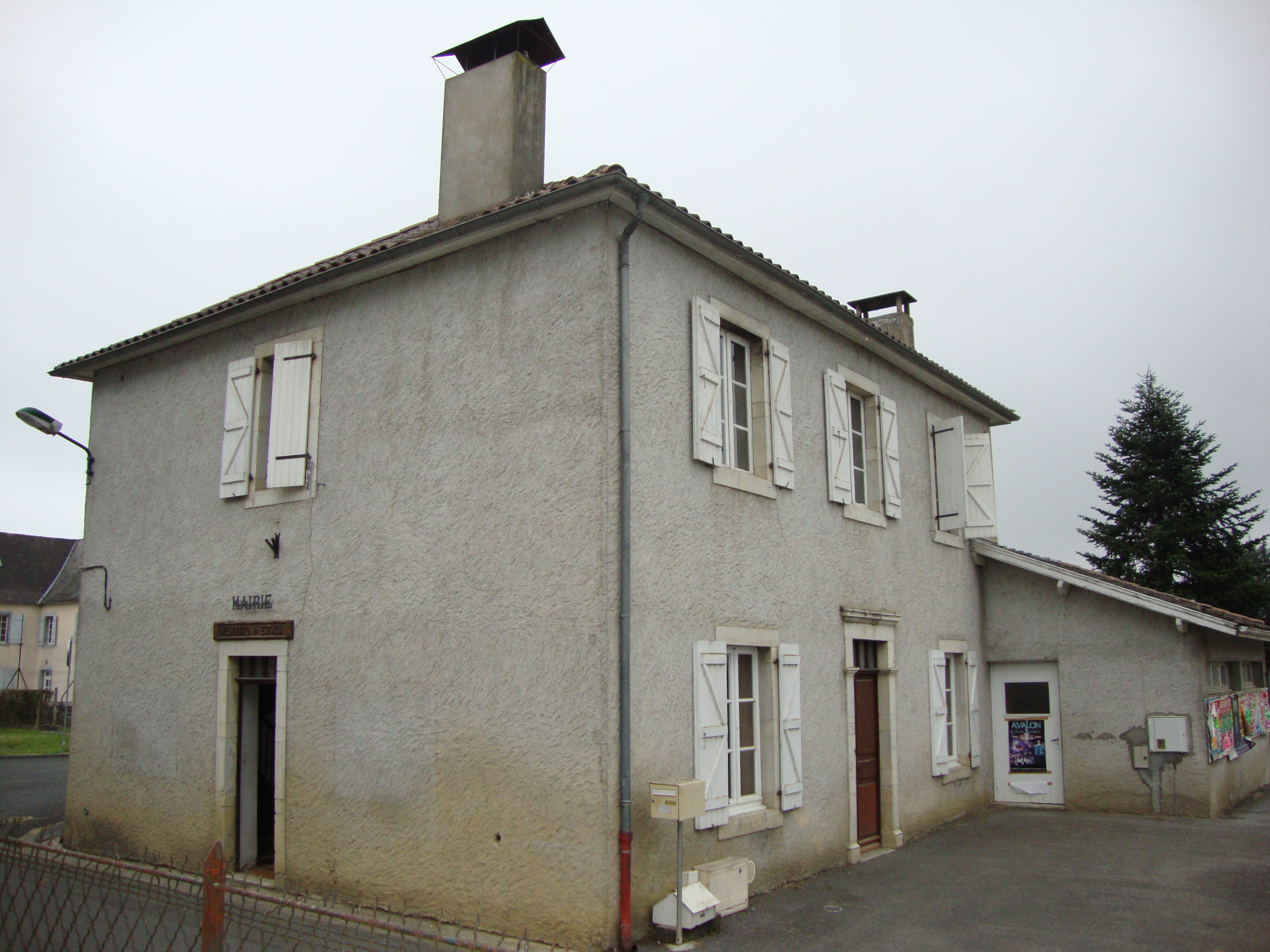
Мэрия
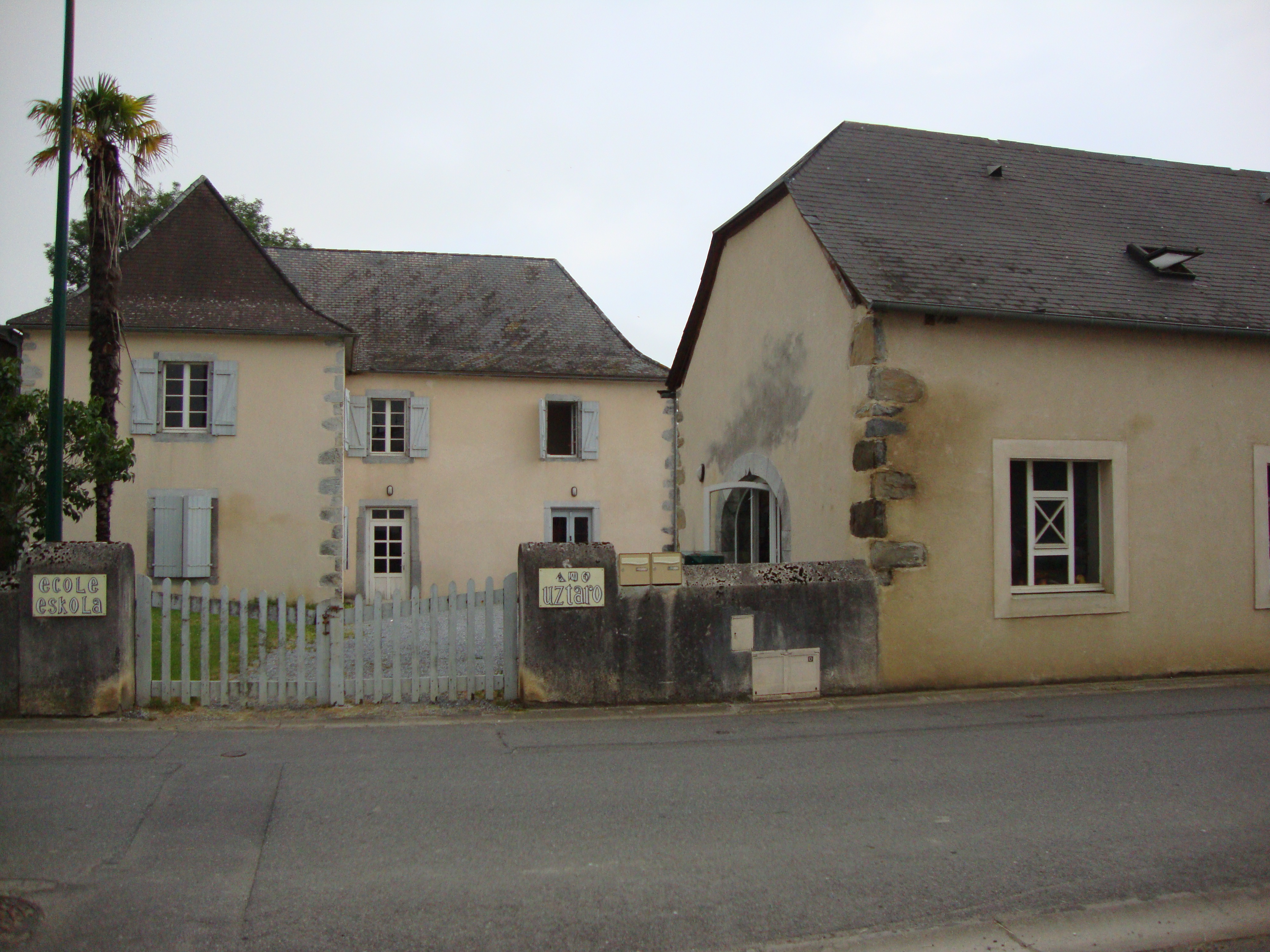
Школа